# Караимы в Польше
Польские караимы — этническое меньшинство тюркского происхождения, исповедующее караимизм и прибывшее в средние века из Крыма на земли Великого княжества Литовского и Руси. Сегодня одно из четырёх юридически признанных этнических меньшинств в Польше, проживающее рассеянно по всей стране.

## История миграции в Польшу

### Прибытие караимов в Литву и Галицкую Русь
Караимы были в основном распыленным сообществом до конца XIII века. Важнейшие их группы находились в Средиземном, Черном море и Центральной Азии. Жизнь во многих странах привела к этнической и культурной неоднородности караимов. Первоначальной территорией обитания караимов, впоследствии образовавших общины в Польше, был Крым. Согласно истории, повторявшейся в караимских коммунах Тракая, Галича и Луцка, князь Витовт побуждал их переехать в Литву. Этими перемещёнными лицами должно быть 383 семьи из городов Чуфут-Кале, Мангуп и Солхату.
На самом деле, истоки поселения караимов в Тракае, вероятно, доходят до правления князя Ольгерда или Кейстута. 13 июня 1388 года князь Витовт предоставил привилегию караимам, проживавшим в Тракае. Луцк также был одной из самых древних караимских резиденций. Об описании существования организованного сообщества в Чуке свидетельствует описание 1429, в котором упомянут караимский газзан. В привилегии от 22 декабря 1506 года отмечено, что в городе существовали две отдельные синагоги – раввинская и караимская.

### Караимы в древние польские времена
В средние века на территории собственно Королевства Польша не было создано ни одного караимского сообщества. Караимские общины попали под власть польских королей после 1340 года, когда Казимир Великий взял власть Галицкой Руси. По традиции 80 караимских семей прибыли из Крыма в Галич около 1246 года. Известно, что кроме Галича во Львове также существовало сообщество караимов под скипетром польских королей, которое отделилось от галицкой в 1475 году.
Все караимские муниципалитеты и сообщества, даже созданные после 1500 года, поддерживали религиозные, культурные и семейные контакты со своими выходными общинами в Крыму. В первый период поселения караимы проживали только в нескольких городах Красной Руси, Волыни и Литвы (Галич, Луцк, Трокай). В XVII веке эти сообщества разрослись, к ним присоединились новые караимские общины в Кукузеве, Деражне, Олице, Биржае, Новом Городе, Паневежисе, Пасвалисе, Салате и Сжате.
Как и христианские и еврейские общины, караимы в Речи Посполитой также имели своё самоуправление. Общество возглавляли старейшины, которых избирали её члены. В общине караимов, работали учитель (он руководил, среди прочего, местным зданием молитвы), габбай (казначей) и газзан (он выполнял религиозные и судебные функции). Караимское самоуправление в Троках имело уникальную форму, где местная община выбирала своего мэра, утверждённого впоследствии воеводой, со времен средневековья. Со временем полномочия администратора караимской общины расширились на всю территорию Литвы, и он стал избираться представителями всех местных караимских общин. Литовские караимы были прославлены в описанный период Исааком Тракайским, жившим в 1533–1594 годах.
Караимы строили свои кенасы в обсуждаемом периоде в Тракае, Луцке, Галиче, Кукезеве, Биржае и Новом Городе. Все они были построены из дерева. Кроме кенаса, также обычно основывались кладбища (древнейшими из них были кладбище в Тракае и пригороде Львова, оба с конца XV века). Со времён бывшей Речи Посполитой сохранились только кладбища в Тракае и Галиче.

### Время после раздела Речи Посполитой
После разделов Речи посполитой караимские религиозные общины в Галиче и Кукизове вошли в состав Австрии, а все остальные — в Российскую империю. Перепись 1897 года показала, что в Российской империи проживало 12 894 караимов, в том числе 1383 в Литве и 6166 в Крыму. В связи с тем, что Крымское ханство было включено в состав России в XVIII веке, почти все караимские коммуны были объединены в одно сообщество, что стимулировало контакты между ними. В 1837 году в Евпатории был создан офис Хачама Таури-Одессы и создан Караимский духовный союз, также включавший религиозные общины в остальной империи. В 1863 году вместе с Духовным правлением в Троках была создана вторая канцелярия хачами.

### Период Второй Польской Республики
После большевистского переворота из начальных тридцати двух коммун караимов на оторванных от России территориях осталось всего пять — четыре в возрождённой Польше (Тракай, Вильно, Луцк, Галич) и одна коммуна в тогдашних литовских границах (Паневежис).
В межвоенный период Караимская религиозная ассоциация осуществляла религиозную власть над караимами. 23 октября 1927 года делегаты всех караимских общин решили, что Хаджи Сераджа Сапшал должен занять должность гахана (главы караимов), базировавшуюся в Тракае. Выборы были утверждены властями 26 ноября 1927 года, а гахан вступил в должность 18 сентября 1928 года в Вильнюсском кенасе. 21 апреля 1936 года сейм Республики Польша принял акт об отношениях государства с Караимским религиозным союзом, регулировавшем правовое положение караимов.
В межвоенной Польше был создан ряд караимских общественных организаций, среди которых Караимская ассоциация (Тракай, Вильно, Луцк, Галич), Общество любителей истории и культуры караимов (действовало в 1932–1939 годах в Вильнюсе), Караимский женский клуб «Катин Оджачи». В 1924–1939 годах было издано двенадцать томов научно-социального ежегодника «Myłl Karaimska».

### Польские караимы после Второй мировой войны
Караимы обитали преимущественно на тех землях, которые после Второй мировой войны отошли в состав СССР. Соглашения об обмене населением, заключённые между люблинским правительством и отдельными советскими республиками, первоначально не предусматривали репатриации караимов. В апреле 1945 года советское правительство, реагируя на просьбы польской стороны, сообщило, что оно не будет препятствовать переселению бывших польских граждан национальностей, отличных от польской и еврейской, если они "связаны с польской культурой".
Акция переселения караимов из Вильнюсской области, несмотря на усилия местных жителей уехать в Польшу, встретила сопротивление власти Литовской ССР. Несмотря на большие трудности, вызванные литовскими властями, около 300 караимов в конце концов сумели покинуть территорию советской Литвы. Особой группой среди них было около десятка человек, добровольно вступивших в Первую польскую армию, а после окончания войны и демобилизации они привезли свои семьи в Польшу.
О сильнейшем выходе караимов в круг польской культуры и языка лучше всего свидетельствует цитата из письма Караимской коммуны от апреля 1945 года, что вмешивается в возможность переселения караимов в Польшу после Второй мировой войны:
«Став таким образом коренными гражданами польской земли, они также подверглись влиянию караимизма и польской культуры, они думали, читали и писали на польском языке, о чем свидетельствует единственное национальное периодическое издание «Караимское мнение», выходившее в Вильнюсе до 1939 года. В настоящее время вы также можете встретить многих караимов, преподавающих польский язык в начальных школах Вильнюсского региона, учителей и учителей средних школ, не говоря уже о профессоре кафедры столичного университета. Польский язык занимал в семье караимов то же место, что и турецкий; о чем свидетельствует сборник под названием "Краткие караимские молитвы", изданные в Вильнюсе в 1935 г. под редакцией Улу Хаззана, заместителя главы караимской религии».
Власти УССР, в свою очередь, не создавали никаких препятствий для переселения, благодаря чему галицкие караимы могли прибыть в Польшу. 15 июля 1945 года шестнадцать человек караимского происхождения также Луцк и поселились по прибытии в Ополе.
Послевоенные миграции привели к созданию новых скоплений караимов в Варшаве (Зеленка и Подкова Лесная), Труймясто и Ополе, а затем во Вроцлаве. Одинокие семьи также проживали в Ольштыне, Щецине, Кракове, Гожуве, Слупске и Элке. В последующие годы центр Варшавы укрепился, тогда как центры Ополе и Вроцлава ослабли.

## Численность
По данным переписи населения 2021 года, 3479 жителей Польши декларировали караимскую идентичность, в том числе 3383 как первую (из них 3185 — единственную) и 96 как вторую. 127 опрошенных считали себя одновременно поляками.
По результатам Национальной переписи населения 2011 года в Польше проживало 346 человек, признавших караимскую идентичность. Во время переписи караимскую национальность как единую декларировали 233 человека, 113 человек указали караимское тождество как одно из двух. Признанное польским законом караимское меньшинство (граждане Польши, заявляющие о караимской национальности) насчитывает 314 человек. Перепись показала, что караимы проживают в следующих воеводствах: Мазовецкое (98 человек), Лодзинское (46 человек), Нижнесилезское (46 человек), Поморское (27 человек), Куявско-Поморское (14 человек), Подляское (12 человек), Опольское (9 человек), Люблинское (4 человека). Подавляющее большинство представителей караимского меньшинства проживают в городах (90,67%), в то время как только 9,33% караимов — в сельской местности. Среди людей, заявляющих о своей караимской национальности, доминируют мужчины (63,64%).
По результатам предварительной переписи населения 2002 года в стране проживало только 43 человека, заявивших о караимской идентичности. По мнению представителей караимского меньшинства, эти результаты не отражали фактическую ситуацию, существенно занижая количество караимов в Польше. Причиной этого было лишение респондентов возможности выбрать двойную идентичность, поставившую многих представителей меньшинства, включая караимов, в затруднительную ситуацию выбора между принадлежностью к национальному или этническому сообществу и отождествлением с польскостью.
Ещё сложнее оценить количество людей с караимскими корнями. Приблизительно можно предположить, что это группа от 500 до даже 1000 человек.

## Социальная жизнь
Члены этой религиозной и национальной группы связаны с Караимским религиозным союзом в Республике Польша и социально-культурным объединением Союза польских караимов. Созданный в 2003 году издательство «Битик» выпускает издание караимской тематики. Важное место среди них занимает журнал "Awazymyz", издаваемый в нынешнем виде с 2004 года (ежеквартально с 2011 года).
Варшава — культурный центр караимов в Польше. В городе есть единственное действующее кладбище Караимов в Польше. До 1989 года во Вроцлаве действовала единственная кенасса в послевоенной Польше, возглавляемая последним польским газзаном Рафалом Абковичем.
Правовой статус караимов как религиозной группы регулируется Законом об отношениях государства с Караимским религиозным союзом в Республике Польша. Закон 2005 года о национальных и этнических меньшинствах и региональном языке предоставляет караимам статус этнического меньшинства.

## Язык
Родным языком польских караимов является караимский язык, который принадлежит к группе тюркских языков, но сейчас подавляющее большинство польских караимов ежедневно пользуется польским языком, который из-за рассеяния и небольшого количества людей вытеснил родной язык. Язык караимов выжил как язык литургии караимов.